# Paradigma AGIL
Paradigma AGIL (známé také jako paradigma čtyř funkcí) je teoretickým konceptem vytvořeným americkým sociologem Talcottem Parsonsem v 50. letech 20. století a poprvé zveřejněným v jeho knize The Social System. Tento koncept uvádí a popisuje čtyři základní funkce, jež jsou podle Parsonse nezbytným výchozím předpokladem každého společenského systému.

## Definice AGIL paradigmatu
Při formulování definice paradigmatu AGIL vycházel Parsons z jeho předchozích teorií a předpokládal, že každý sociální systém je strukturován okolo dvou vzájemně se křížících os. Jedna z os podle něj odděluje vnější a vnitřní prvky orientace, druhá pak instrumentální a konzumní prvky systému. Dohromady tak vytváří tyto dvě osy celkem čtyři sektory, z nichž každý reprezentuje problém (či problémy) nějakým způsobem se dotýkajících přežití systému. Parsons také předpokládal, že každý sociální systém musí splňovat čtyři základní předpoklady, aby vůbec vznikl a aby mohl fungovat. Tyto čtyři elementární funkce pojmenoval a přiřadil do výše zmíněných sektorů. Z počátečních písmen anglických názvů těchto funkcí později vznikla zkratka AGIL:
A – adaptace (adaptation) – Označuje vztah sociálního systému k vnějšímu prostředí, z něhož daný systém čerpá zdroje a tím pádem se jednak musí přizpůsobovat tomuto prostředí, ale také přizpůsobovat prostředí sobě.

G - dosahování cílů (goal attainment) – Sociální systém si stanovuje nějaké cíle, k čemuž potřebuje mít vytvořený určitý systém jak o nich rozhodovat a jak jich dosáhnout.

I – integrace (integration) – Sociální systém musí udržovat vztahy mezi svými jednotlivými prvky (aktéry), k čemuž stejně jako u dosahování cílů musí mít vytvořený určitý systém.

L – udržování vzorů (latent pattern maintenance) – Aby si systém zachoval svou strukturu, musí pomocí vytváření kulturních vzorců a péčí o ně udržovat motivaci jednotlivců k plnění jejich role v systému. Součástí udržování vzorů je také systém jejich předávání z generace na generaci.

Tyto zcela abstraktní definice později Parsons přiřadil konkrétním běžným subsystémům sociálních systémů. Podmínku adaptace zařadil k ekonomickému subsystému, funkci dosahování cílů k politickému subsystému, integrační schopnosti sociálního systému řadil ke komunitnímu subsystému a posledně nutnost vytváření a udržování vzorců přiřadil vzdělávacímu subsystému a případným dalším socializačním institucím.

### Příklad aplikace konceptu
Ačkoliv výše uvedené definice jsou poměrně abstraktnějšího charakteru, ze své podstaty se snaží být intuitivní a jejich aplikace na konkrétní sociální systém je snadná. Například kmen nějakých lovců a sběračů, který musí pro své přežití a fungování lovit zvířata a sbírat různé rostliny či jejich plody, tak tento lov a sběr realizuje v nějakém vnějším prostředí. Pochopitelně se musí tomuto prostředí přizpůsobovat, případně přizpůsobovat prostředí sobě, tedy se na něj nějak adaptuje a využívá z něj zdroje. Takový kmen také potřebuje mít určité cíle a nějaký systém, jak jich dosáhnout, například zda přesunout své osídlení, případně kam a jak. Dále musí mít kmen daný určitý systém hodnot, sdílených všemi jeho členy, který slouží k udržování vztahů mezi jednotlivci v něm. Pro zajištění kontinuity pak je nutné, aby takový kmen měl vytvořený systém předávání vědomostí, jako například jak lovit, co sbírat a také tímto předávat zmíněný hodnotový systém. Pokud kmen splňuje tyto čtyři základní předpoklady, pak je jeho existence udržitelná.